# FK Rudar Pljevlja
Fudbalski klub Rudar Pljevlja je fotbalový klub z Černé Hory, z města Pljevlja. Založen byl roku 1920. Jednou vyhrál nejvyšší soutěž Černé Hory (2009/10), načež prvně ve své historii vstoupil do evropských pohárů, konkrétně do Ligy mistrů 2010/11, kde nejprve v 1. předkole vyřadil sanmarinský klub SP Tre Fiori, aby následně ve 2. předkole vypadl s bulharským Litexem Loveč. V následující sezóně (po 3. místě v černohorské první lize) se podíval do pohárů znovu, tentokrát do Evropské ligy. V 2. předkole ovšem nestačil na Austrii Vídeň.
K roku 2013 vyhrál 3x černohorský fotbalový pohár (2006/07, 2009/10, 2010/11).